# Studené
Studené är en ort i Tjeckien.   Den ligger i regionen Pardubice, i den östra delen av landet, 150 km öster om huvudstaden Prag. Studené ligger 568 meter över havet och antalet invånare är 152.
Terrängen runt Studené är kuperad österut, men västerut är den platt. Terrängen runt Studené sluttar västerut.Runt Studené är det ganska glesbefolkat, med 43 invånare per kvadratkilometer. Närmaste större samhälle är Ústí nad Orlicí, 17,3 km sydväst om Studené. I omgivningarna runt Studené växer i huvudsak blandskog.